# Massa (sociale wetenschappen)

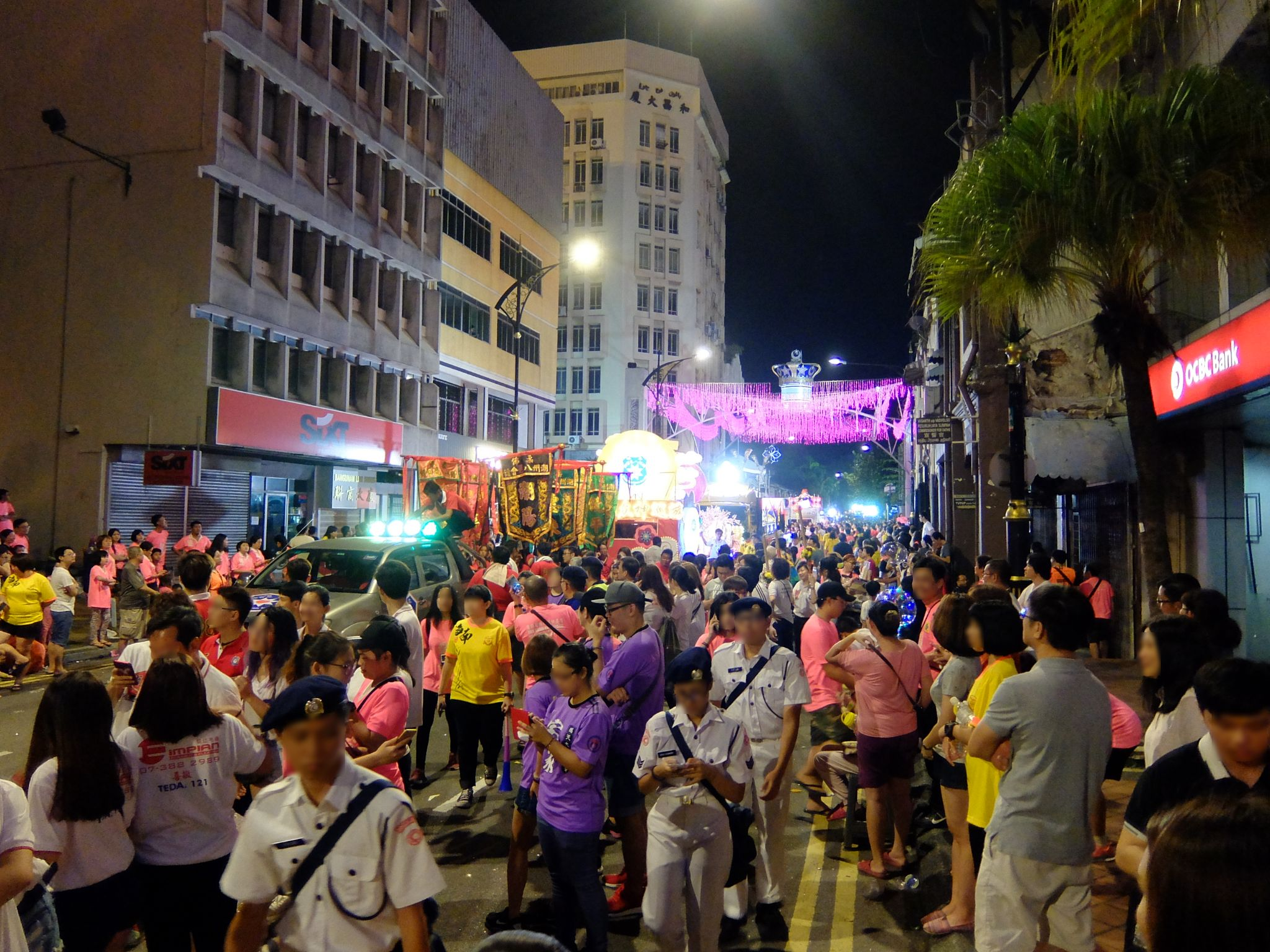
Massa

Massa is in de sociale psychologie een menigte waarvan het collectief gedrag en handelen verschilt van het individuele gedrag van de individuen die hier deel van uitmaken. Dit kan zich uiten in een collectieve paniekaanval (massahysterie) of deviant gedrag, maar ook in hervormingsbewegingen en democratische participatie.
Het wordt in de sociologie ook gebruikt om de gevolgen van de vervreemding (anonimisering) aan te duiden, zoals massaproductie en massacommunicatie.